# 寿佛塔
寿佛塔位于中国广西壮族自治区桂林市七星区小东江西畔塔山山顶，建于明代。
该塔塔身呈锥形，为一座七层六角形密檐砖塔，通高13.3米，底层六面，每面边长3米。第二层正北嵌有南无无量寿佛像青石一方，该塔因此得名。塔顶为覆钵形，顶部为葫芦形宝顶。1966年公布为桂林市文物保护单位。1982年桂林市文物管理委员会曾对之进行维修。